# Konrad Hess
Konrad Hess (* 15. Februar 1908 in Zug; † 22. Juli 2001 ebenda) war ein Schweizer Politiker (Katholisch-Konservative).

## Biografie
Konrad Hess wurde am 15. Februar 1908 als Sohn eines Landwirts in Zug geboren. Nach der Absolvierung der Landwirtschaftlichen Schule in Zug, führte er von 1928 bis 1958 den elterlichen Hof, den er nach dem frühen Tod seines Vaters übernommen hatte. Hess, der mit Rosa, geborene Hürlimann, verheiratet war, verstarb am 22. Juli 2001 im Alter von 93 Jahren in Zug.
Von 1935 bis 1970 war er als konservativer Politiker im Zuger Kantonsrat, den er 1967 bis 1968 präsidierte, vertreten. Dazu wirkte er in den Jahren 1937 bis 1976 im Korporationsrat der Stadt Zug, dem er ab 1945 als Präsident vorstand, sowie von 1947 bis 1963 als katholisch-konservativer Abgeordneter im Nationalrat. In den 1930er Jahren fungierte er als Mitbegründer und als Präsident des Innerschweizer Bauernbundes. Darüber hinaus gehörte er als Ausschussmitglied dem Schweizerischen Bauernverband an. Dem engagierten Bauernführer Konrad Hess war besonders die Existenzsicherung der Klein- und Bergbauern ein Anliegen.